# Ndaweni Mahlangu
 (mai 2019).
Si vous disposez d'ouvrages ou d'articles de référence ou si vous connaissez des sites web de qualité traitant du thème abordé ici, merci de compléter l'article en donnant les références utiles à sa vérifiabilité et en les liant à la section « Notes et références ».
Ndaweni Mahlangu est un homme politique sud africain.

## Biographie
Il a été premier ministre de la province de Mpumalanga de 1999 à 2004 sous l'étiquette du Congrès National Africain,.